# Laurel Hill (Florida)
Laurel Hill város az USA Florida államában, Okaloosa megyében. Lakosainak száma 584 fő (2020. április 1.).

## Népesség
A település népességének változása:
| Lakosok száma | 549  | 537  | 584  |
|               | 2000 | 2010 | 2020 |